# Jeffrey Lurie
Jeffrey Lurie (Boston, 8 settembre 1951) è un imprenditore e produttore cinematografico statunitense.
È noto per essere dal 1994 il proprietario e amministratore delegato dei Philadelphia Eagles.

## Biografia
Lurie proviene da una famiglia abbiente di Boston. Il nonno materno Philip Smith fu il fondatore della catena di sale cinematografiche General Cinema. Alla fine degli anni '60 la General Cinema iniziò ad acquisire delle aziende di imbottigliamento tra cui anche quella della Pepsi-Cola e, negli anni successivi, si trasformò in Harcourt General Inc. con base a Chestnut Hill.
Lurie, dopo essersi laureato alla Clark University, ottenuto un master in psicologia alla Università di Boston e il PhD in politiche sociali alla Brandeis University, nel 1983 entrò a far parte come dirigente della General Cinema fondata dal nonno, occupandosi delle relazioni tra la compagnia ed il modo di Hollywood.
Nel 1985 fondò la casa di produzioni cinematografiche Chestnut Hill Productions producendo tra gli altri:
- 1988 Ancora insieme (Sweet Hearts Dance)
- 1990 Ti amerò... fino ad ammazzarti (I Love You to Death)
- 1991 Detective coi tacchi a spillo (V.I. Warshawski)
- 1993 Blind Side (film TV)
- 1994 State of Emergency (film TV)
- 1996 I ragazzi di Malibu (Malibu Shores) (serie TV di 10 episodi)
- 1996 Foxfire
- 2009 Sergio (documentario)
- 2010 Inside Job (documentario)

Nel 2011 Inside Job vinse il premio Oscar al miglior documentario.

## L'acquisto dei Philadelphia Eagles
Come tifoso delle squadre di Boston, Lurie seguiva i Boston Red Sox, la sua famiglia era inoltre abbonata alle partite dei New England Patriots sin dalla nascita della franchigia nel 1960, l'anno di fondazione della American Football League.
Nel 1993 Lurie tentò di acquisire i Patriots, ma abbandonò l'asta al raggiungimento della quota di 150 milioni di dollari. Il nome di Lurie venne inoltre accostato anche alla vendita dei Los Angeles Rams e ad una eventuale espansione della NFL a Baltimora in collaborazione con Robert Tisch, il quale avrebbe però in seguito acquistato il 50% dei New York Giants.
Cinque mesi dopo, Lurie, ottenuti i necessari finanziamenti, contattò Norman Braman, l'allora proprietario dei Philadelphia Eagles. L'acquisto venne completato il 6 maggio 1994 per la somma di 195 milioni di dollari. Il valore del club viene ora stimato da Forbes in 2,4 miliardi di dollari.